# Linalool
Linalool je prirodni terpenski alkohol koji je prisutan u mnogim cvetajućim i začinskim biljkama. On ima mnoštvo komercijalnih primena, većina kojih se bazira na prijatnom mirisu. Njegova druga imena su: β-linalool, linalil alkohol, linaloil oksid, p-linalool, alo-ocimenol, i 2,6-dimetil-2,7-oktadien-6-ol.

## Priroda
Preko 200 biljnih vrsta proizvodi linalool. One su uglavnom iz porodica Lamiaceae (menta, mirišljave trave), Lauraceae (lavor, cimet, palisandrovo drvo), i Rutaceae (citrusno voće).

## Enantiomeri
Linalool ima stereogeni centar na C3 i stoga postoje dva stereoizomera: (R)-(–)-linalool je takođe poznat kao likareol i (S)-(+)-linalool ili koriandrol.

## Literatura
- Casabianca H, Graff JB, Faugier V, Fleig F, Grenier C (1998). „Enantiomeric distribution studies of linalool and linalyl acetate. A powerful tool for authenticity control of essential oils”. HRC J High Res Chrom. 21: 107—112.
- Lewinshon E, Schalechet F, Wilkinson J, Matsui K,  Tadmor Y, Nam K,  Amar O, Lastochkin E, Larkov O, Ravid U, Hiatt W, Gepstein S, Pichersky E (2001) Enhanced levels of the aroma and flavor compound S-linalool by metabolic engineering of the terpenoid pathway in tomato fruits. Plant Physiol 127:1256–1265
- Pengelly, Andrew.  The Constituents of Medicinal Plants. 2nd Ed.  2004. CABI Publishing, U.S.A. and UK.
- Raguso RA, Pichersky E (1999) A day in the life of a linalool molecule: chemical communication in a plant-pollinator system. Part 1: linalool biosynthesis in flowering plants.  Plant Species Biol 14:95-120
- Akio Nakamura, Satoshi Fujiwara, Ichiro Matsumoto and Keiko Abe. Stress Repression in Restrained Rats by (R)-(−)-Linalool Inhalation and Gene Expression Profiling of Their Whole Blood Cells. J. Agric. Food Chem., 2009, 57 (12), pp 5480–5485.